# بخش لودو
بخش لودو (به فرانسوی: Arrondissement de Lodève) یک بخش در فرانسه است که در شهرستان ارو، فرانسه واقع شده‌است.